# Rutas turísticas de Cantabria
Las rutas turísticas de Cantabria (España) se caracterizan por sus verdes parajes y su orografía montañosa. Las rutas que se pueden destacar de esta comunidad autónoma son las siguientes:
- La ruta de las Asturias de Santillana.
- La ruta de los Picos de Europa.
- La ruta de Cabuérniga.
- La ruta de Campoo.
- La ruta de los valles pasiegos.
- La ruta de Siete Villas y la ruta de la costa oriental.